# Veronika Lálová

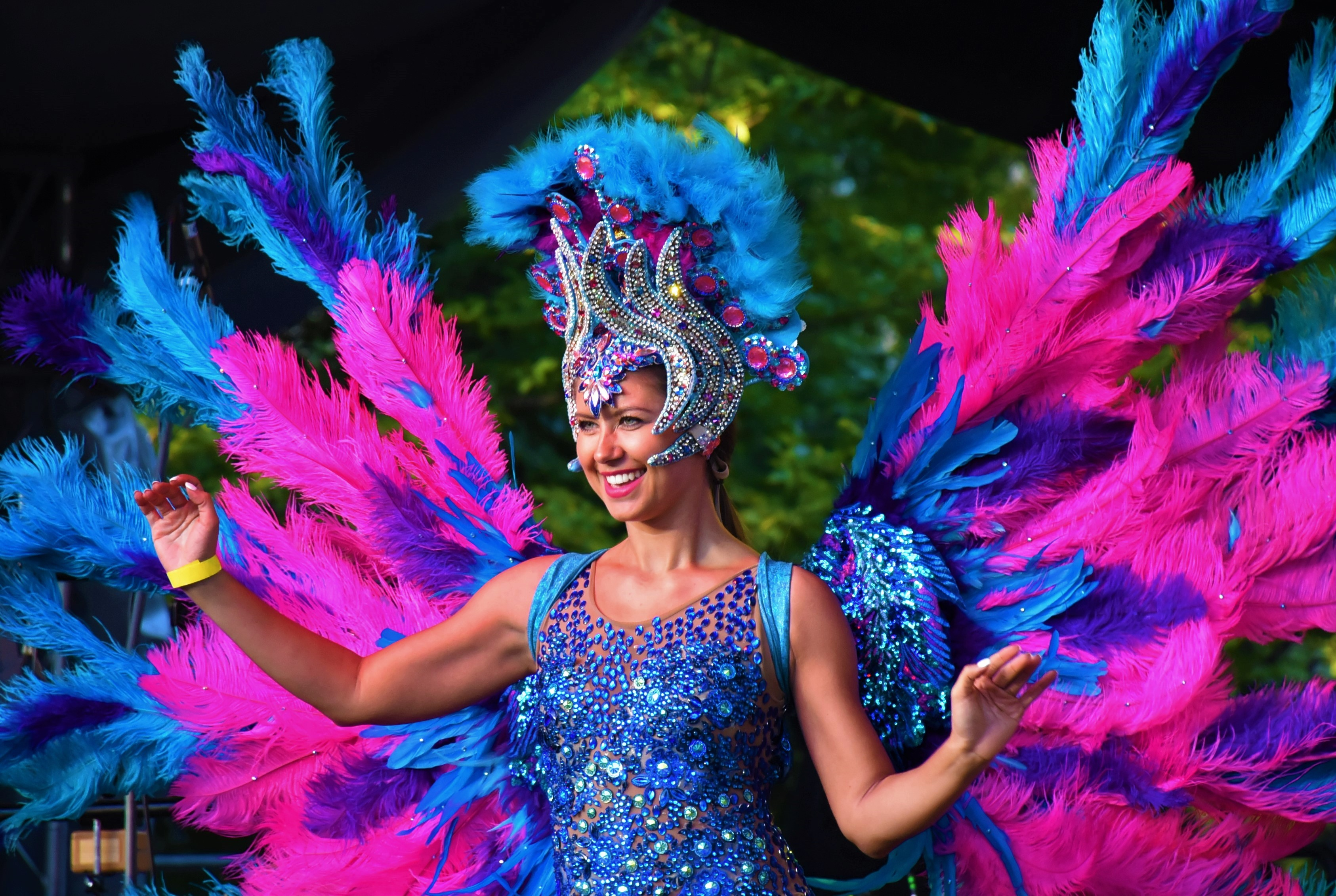
Veronika Lálová (2019)

Veronika Lálová (* 31. října 1991 Hradec Králové) je česká profesionální tanečnice a lektorka tance.

## Životopis
Veronika Lálová se zabývá tancem (latina a standard) již od sedmi let, kdy ji rodiče přihlásili do kurzu v Hradci Králové.
Později se začala věnovat párové a sólo salse, v níž se stala vícenásobnou mistryní České republiky. Věnuje se také dalším latino stylům a karnevalové sambě. Je certifikovanou lektorkou zumby, fitness a držitelka mezinárodní třídy v latinskoamerických a standardních tancích. Vyučuje také svatební tanec.
Absolvovala bakalářské studium (dvouobor Španělský jazyk se zaměřením na vzdělávání, Humanitní studia se zaměřením na vzdělávání) na Fakultě přírodovědně-humanitní a pedagogické Technické univerzity v Liberci. Bakalářskou práci na téma „Odraz kubánské španělštiny v písních“ úspěšně obhájila v červnu 2014.
Dále studovala španělštinu, humanitní studia a hispanistiku na Karlově univerzitě (diplomovou práci a státnice ještě nedokončila – stav k roku 2019).
Vede kurzy samby, salsy a latiny v Praze a v Hradci Králové.
Spolupracuje s kubánskou a brazilskou taneční skupinou, karnevalovou sambu studovala na taneční stáži přímo v Brazílii. Několikrát se zúčastnila karnevalu v Riu de Janeiru. V letech 2020 a 2023 se na karnevalu představila v roli múzy.

## StarDance
Zúčastnila se tří ročníků televizní taneční soutěže StarDance …když hvězdy tančí. Při své první účasti v roce 2016 dokázala spolu se Zdeňkem Piškulou vyhrát osmou řadu, o dva roky později skončila v deváté řadě po boku olympionika Davida Svobody na třetím místě. V roce 2021 v jedenácté řadě byl jejím tanečním partnerem herec Pavel Trávníček, se kterým vypadla ve druhém kole.